# When Love Takes Over
When Love Takes Over è un singolo del DJ francese David Guetta, pubblicato il 21 aprile 2009 come primo estratto dal quarto album in studio One Love.
Il singolo ha visto la partecipazione alla parte vocale della cantautrice statunitense Kelly Rowland e ha ottenuto successo a livello globale, vendendo oltre 5,5 milioni di copie in tutto il mondo.La canzone è presente nelle espansioni di Grand Theft Auto IV.

## Descrizione
Si tratta di un brano dance, che contiene un campionamento di Clocks dei Coldplay del 2003.
Nel Regno Unito, il brano doveva essere originariamente pubblicato il 15 giugno, tuttavia essendo state pubblicate due altre versioni della canzone da parte di Airi L (di cui una è giunta sino alla settima posizione) la pubblicazione è stata anticipata all'11 giugno.
When Love Takes Over è giunto sino alla vetta della classifica digitale inglese iTunes e la ventiduesima della classifica dei singoli. Il brano ha ottenuto in due settimane più di 35.000 download.

## Recensioni
Billboard Magazine ha eletto When Love Takes Over la migliore collaborazione dance-pop di tutti i tempi, scrivendo:

## Video musicale
Un'anticipazione del videoclip del brano è stata caricata il 26 maggio 2009 da David Guetta sul suo canale YouTube. Il video, il cui regista è Jonas Åkerlund, è uscito nella sua versione integrale soltanto l'8 giugno 2009. Nel video Kelly Rowland cammina da sola per le strade e su una spiaggia al tramonto, mentre interpreta il brano. Guetta è mostrato con il proprio equipaggiamento da DJ in giro per la città, fino a che i due artisti non si incontrano ad una festa, alla fine del video.

## Tracce
Digital Single
1. When Love Takes Over (feat. Kelly Rowland)

Digital Bundle/ German CD Single
1. When Love Takes Over (feat. Kelly Rowland; Original Extended - Edit)
2. When Love Takes Over (feat. Kelly Rowland; Electro Extended - Edit)
3. When Love Takes Over (feat. Kelly Rowland; Norman Doray & Arno Cost Remix - Edit)
4. When Love Takes Over (feat. Kelly Rowland; Laidback Luke Remix - Edit)
5. When Love Takes Over (feat. Kelly Rowland; Blame Remix - Edit)
6. When Love Takes Over (feat. Kelly Rowland; Albin Myers Remix - Edit)

UK CD Single
1. When Love Takes Over (feat. Kelly Rowland; UK radio edit)
2. When Love Takes Over (feat. Kelly Rowland; electro radio edit)

## Classifiche

### Classifiche internazionali
| Classifica (2009)                  | Posizione più alta |
| ---------------------------------- | ------------------ |
| Australia Singles Chart            | 6                  |
| Austria Single Chart               | 3                  |
| Belgio (Flanders)                  | 2                  |
| Belgio (Wallonia)                  | 1                  |
| Brasile                            | 1                  |
| Bulgaria                           | 1                  |
| Canada                             | 22                 |
| Danimarca                          | 2                  |
| European Single Chart              | 1                  |
| Lussemburgo                        | 1                  |
| Paesi Bassi                        | 2                  |
| Finlandia                          | 7                  |
| Irlanda                            | 1                  |
| Italia                             | 1                  |
| Global Dance Tracks                | 1                  |
| Nuova Zelanda                      | 7                  |
| Svezia                             | 7                  |
| Svizzera                           | 1                  |
| Turchia                            | 1                  |
| Regno Unito                        | 1                  |
| U.S. Billboard Hot Dance Club Play | 1                  |
| U.S. Billboard Hot Singles Sales   | 25                 |
| U.S. Billboard Pop 100             | 67                 |
| U.S. Billboard Hot Dance Airplay   | 1                  |

## Cover
Nel 2023 Guetta ha pubblicato un singolo in collaborazione con Bebe Rexha intitolato One in a Million, che contiene un campionamento di When Love Takes Over.